# Ténages
En la mitología griega Ténages era uno de los helíadas, hijo de Helios y la ninfa Rodo. 
Gobernó, junto a sus hermanos y a su madre, la isla de Rodas cuando los telquines huyeron para no ser aniquilados por Zeus. Ténages destacó, por habérselo inculcado su padre, en la astrología, en la náutica y en la metalurgia, hasta tal punto que cuatro de sus hermanos (Actis, Macareo, Cándalo y Tríopas) terminaron asesinándolo por envidia.
Una vez conocido el fraticidio, los asesinos tuvieron que exiliarse de Rodas, colonizando en su huida diversas islas del mar Egeo y lugares tan lejanos como Egipto. Sólo los que no participaron en el crimen (Cércafo y Óquimo) se quedaron en su patria, convirtiéndose en los únicos reyes de la isla.